# Gran Premio Città di Camaiore 1975
Il Gran Premio Città di Camaiore 1975, ventisettesima edizione della corsa, si svolse il 18 giugno 1975 su un percorso di 208 km, con partenza e arrivo a Camaiore. La vittoria fu appannaggio dell'italiano Francesco Moser, che completò il percorso in 5h17'00", alla media di 39,369 km/h, precedendo i connazionali Donato Giuliani e Davide Boifava.

## Ordine d'arrivo (Top 10)
| Pos. | Corridore                | Squadra            | Tempo    |
| ---- | ------------------------ | ------------------ | -------- |
| 1    | Francesco Moser          | Filotex            | 5h17'00" |
| 2    | Donato Giuliani          | Jollj Ceramica     | a 3'55"  |
| 3    | Davide Boifava           | Furzi-FT           | a 4'20"  |
| 4    | Gianbattista Baronchelli | Scic               | s.t.     |
| 5    | Fausto Bertoglio         | Jollj Ceramica     | a 8'30"  |
| 6    | Costantino Conti         | Furzi-FT           | a 10'20" |
| 7    | Felice Gimondi           | Bianchi-Campagnolo | s.t.     |
| 8    | Franco Bitossi           | Scic               | s.t.     |
| 9    | Marcello Bergamo         | Jollj Ceramica     | s.t.     |
| 10   | Knut Knudsen             | Jollj Ceramica     | s.t.     |